# 経済界倶楽部
経済界倶楽部（けいざいかいくらぶ）は、株式会社経済界が運営する異業種交流会。異業種交流会の先駆けとして35年以上の歴史を持つ。
2011年現在、1000社以上の会員（上場企業約300社、中小企業約700社）を抱える。第一線で活躍する経営者・文化人などを講師に招いての講演会や懇親会を全国6拠点で毎月開催。

## 沿革
- 1975年（昭和50年）- 経営者の懇親を図る目的で「経済界倶楽部」を設立。企業と企業・人と人の結びつきを大切にし、政治家・大企業との人脈の強さは格別な歴史がある。